# 香港銀行同業結算有限公司
香港銀行同業結算有限公司（英文：Hong Kong Interbank Clearing Limited），是香港金融管理局（金管局）和香港銀行公會（銀行公會）共同擁有的私營公司。香港銀行同業結算有限公司於1995年5月成立，並分階段接管前結算所管理銀行「香港上海匯豐銀行有限公司」的結算工作。接管過程於1997年4月完成。
香港銀行同業結算有限公司為香港所有銀行提供銀行同業結算及交收服務，並代表金管局管理公營和私營機構債券的中央結算及交收系統。

## 外部連結
- 香港銀行同業結算有限公司 （页面存档备份，存于）
- 葵涌永建路的新貨倉/工作室項目將一樓兩個單位預售予香港銀行同業結算有限公司 （页面存档备份，存于）
- 香港銀行同業結算有限公司更斥資逾三億一千萬元，分批購入觀塘全新甲廈萬兆豐中心近五萬五千方呎樓面，預備作為辦公室自用。 （页面存档备份，存于）